# Museo de Etnografía de Leipzig
El Museo de Etnografía de Leipzig (en alemán: Museum für Völkerkunde zu Leipzig)  es un gran museo etnográfico en Leipzig, Alemania, también conocido como el Museo Grassi de Etnología. Hoy en día es parte del Museo Grassi, una institución que también incluye el Museo de Artes Aplicadas y el Museo de Instrumentos Musicales, con sede en un gran edificio de la Johannisplatz.
El Museo de Etnografía de Leipzig es uno de los tres museos de las Colecciones Etnográficas del Estado de Sajonia que pertenecen a las Staatliche Kunstsammlungen Dresden (Colecciones Estatales de Arte de Dresde).

## Historia
El museo remonta sus orígenes al historiador, bibliotecario y consejero de la corte Gustav Klemm, cuya colección histórica cultural encontró un hogar permanente en el recién fundado museo en 1869, poco después de su muerte. Al principio se mantuvo provisionalmente en los antiguos laboratorios químicos de Leipzig. La colección se amplió en los decenios siguientes y se celebraron exposiciones en varios edificios de la ciudad, organizadas por la Asociación del Museo de Etnografía. En 1895 la colección se trasladó al antiguo Museo Grassi en la Königsplatz, construido a lo largo de tres años específicamente para este fin, aunque en la actualidad alberga la biblioteca municipal. La ciudad de Leipzig se hizo cargo del museo en 1904. En 1929 se trasladó al Nuevo Museo Grassi en la Johannisplatz, cuya construcción había comenzado en 1925.
El museo cerró al comienzo de la Segunda Guerra Mundial. El edificio fue severamente golpeado por el bombardeo de Leipzig en 1943 que destruyó 30 000 objetos. La reconstrucción comenzó en 1947, y las primeras exposiciones permanentes se reabrieron en 1954. Los daños en la calefacción central obligaron a cerrar el museo de 1981 a 1985. Desde 1991 el museo ha sido dirigido por el Ministerio de Ciencia y Arte del Estado de Sajonia. En 1994 el servicio postal alemán emitió un sello conmemorativo para conmemorar el 125 aniversario del museo. El Nuevo Museo Grassi fue renovado entre 2000 y 2005, lo que obligó a cerrar el principal Museo de Etnografía durante ese período, aunque se celebró una pequeña exposición en otro lugar. El museo se reabrió gradualmente a partir de 2005-2009.
El museo es miembro de la Konferenz Nationaler Kultureinrichtungen, una unión de más de veinte instituciones culturales de la antigua Alemania del Este.
En 2004 el museo formó las Colecciones Etnográficas del Estado de Sajonia en asociación con los museos etnológicos de Dresde y Herrnhut.
En el siglo XXI, el museo es a menudo denominado en inglés Grassi Museum of Ethnology (Museo Grassi de Etnología).

## Colecciones

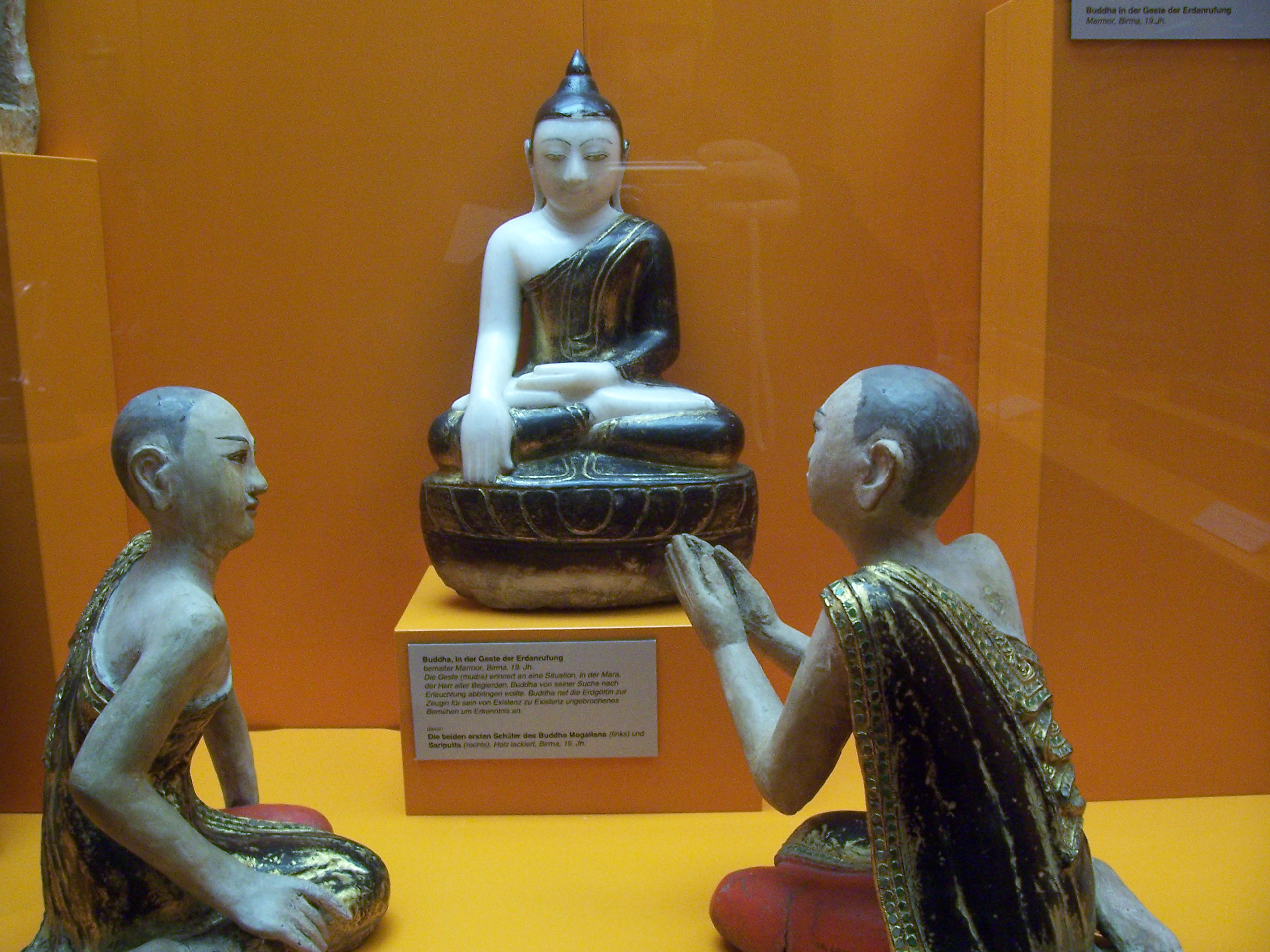
Buda con Maudgalyayana y Shariputra.

Con más de 200 000 objetos, es una de las mayores colecciones etnográficas de Alemania. Los artículos incluyen:

### Asia Oriental
Más de 30 000 objetos, como:
- La colección japonesa de Karl Rathgen, incluyendo tsubas y xilografías japonesas;
- La colección de Hermann Speck von Sternburg, con thangkas tibetanas y esculturas religiosas, y «túnicas de dragón» chinas;
- Una colección taiwanesa con más de 300 artefactos de los primeros habitantes de la isla.[4]

### Sudeste asiático
11 000 objetos, en su mayoría de Indonesia, Tailandia y Birmania, entre los que se incluyen también 169 artefactos malayos de los pueblos Semang y Senoi; artículos de los Batak de Sumatra; objetos de Kalimantan y Filipinas que pertenecieron a la familia de Joseph Meyer.

### Sur de Asia
Objetos domésticos, agrícolas y artísticos de lo que hoy son Kerala y Tamil Nadu en el sur de la India; artículos cingaleses de la costa oriental y las tierras altas centrales de Sri Lanka; más de 100 máscaras teatrales (en su mayoría kolam) de la costa sudoccidental de la isla. También se incluyen los hallazgos del explorador Egon von Eickstedt, que encontró los Vedda de Sri Lanka, los Sora de la India central-oriental (Orissa), las islas Andamán y las islas Nicobar.

### Oceanía
Alrededor de 20 000 objetos de Melanesia, incluyendo la antigua Nueva Guinea Alemana (Protectorado Alemán del Mar del Sur); objetos de Fiyi comprados en 1885 al Museo Godeffroy.

### Australia

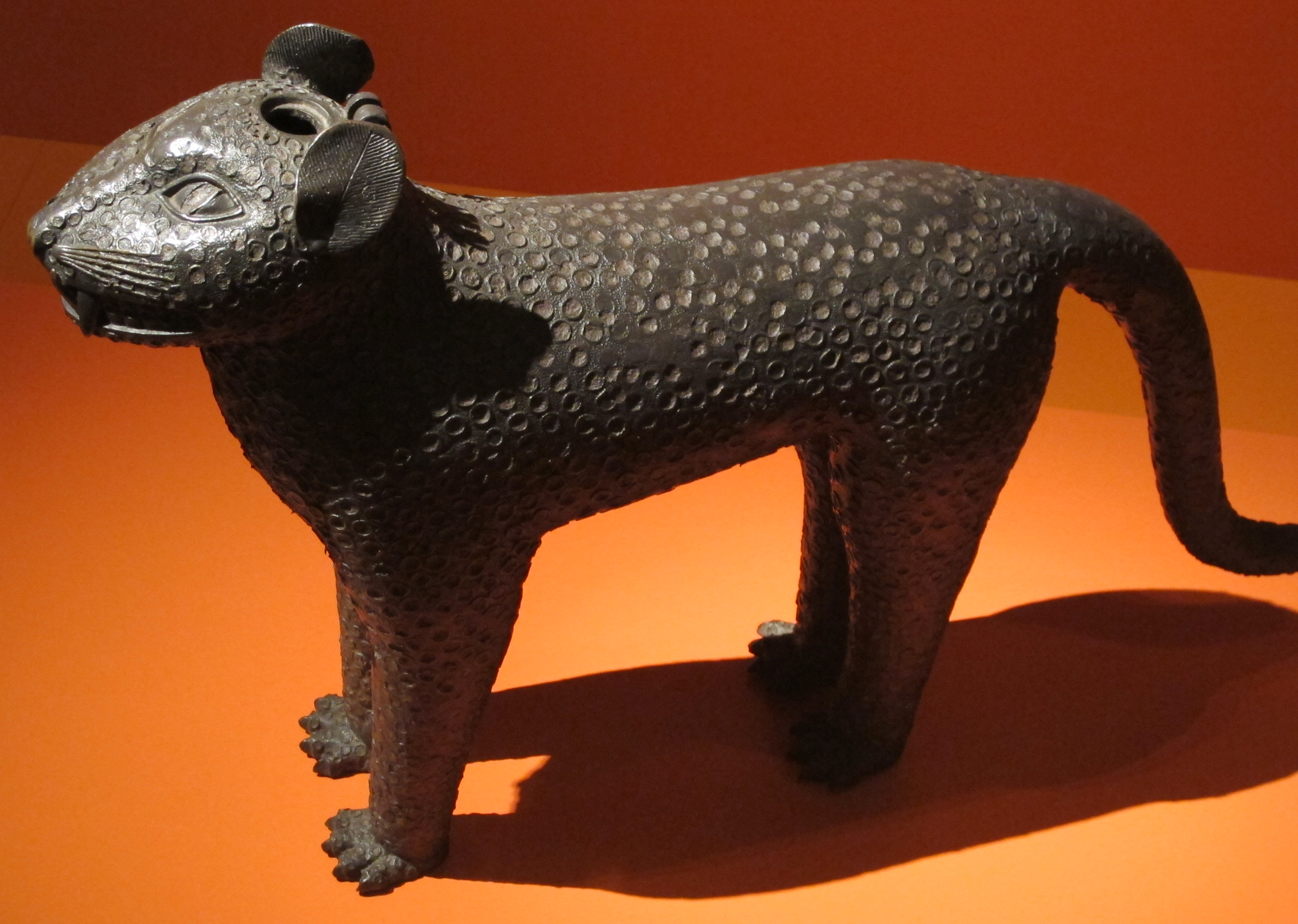
Leopardo de bronce del reino de Benín del siglo XVIII

Artículos de la costa este de Queensland; una colección de escudos de una región de la selva tropical cerca de un yacimiento de oro, reunidos en el siglo XIX durante el comienzo de la fiebre del oro; artículos de los Arrente y Loritja de Australia Central; una colección de los Tiwi; algunos artefactos de piedra de Tasmania.

### Otros
Destaca del norte de Asia un traje completo de chamán evenki. También hay grandes colecciones africanas, americanas, del Próximo Oriente y europeas.